# شلالات توجيلا
شلالات تيوجلا هو مجمع من الشلالات الموسمية التي تقع في دراكينسبرغ (جبال التنين) من حديقة رويال ناتال الوطنية في مقاطعة كوازولو ناتال، جمهورية جنوب أفريقيا. إنه مقبول بشكل عام باعتباره ثاني أطول شلال في العالم.ولكن هناك حجة تقول إنه في الواقع أطول شلال في العالم، وليس شلال أنجل في فنزويلا.

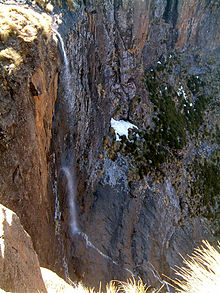
شلالات توجيلا

الانخفاض الرسمي الإجمالي لخمسة شواطىء حرة متميزة هو 948 م (3,110 قدم). في عام 2016، أُتخذت بعثة علمية التشيكية مقاييس جديدة، مما يجعل طول سقوط مياه الشلال 983 مترا. تم إرسال البيانات إلى قاعدة بيانات شلال العالم للتأكيد. مصدر نهر توجيلا (زولو «المفاجئ») هو هضبة مونت-أوكس-سورس التي تمتد عدة كيلومترات إلى ما وراء هضبة المدرج التي يسقط منها الشلالات.

## الجدل حول الإرتفاع
هناك جدال بأن شلالات توجيلا هي أطول شلال في العالم، وليس شلالات آنجيل الأكثر شهرة. يستند هذا الجدال على اثنين من عدم الدقة المحتملة فيما يتعلق بالارتفاعات المفترضة للسقوط.
أولاً، يعتقد الكثيرون الآن أن شلالات آنجل ليست بنفس الطول الذي كان يستطلعه في البداية الصحفي الأمريكي روث روبرتسون في عام 1941. يقابل الرقم المقتبس من 979 م (3,212 قدم) تقريبًا الاختلاف في الارتفاع بين قمة الشلالات والالتقاء من ريو جايجا وريو شيران، وهو ما يقرب من 2 كم (1,2 ميل) بعيدا عن قاعدة جرف توكيو واويان 1.6 كم (0,9 ميل) من الجزء الأخير من ريو جايجا التي يمكن اعتبارها ' شلال".
غالبًا ما يعطى ارتفاع البداية شلالات آنجيل كـ 1,500 متر (4,900 قدم)، حيث يسقط الشلال عموديًا يصل إلى طول 807 مترًا (2648 قدمًا)، ثم ينتقل إلى ما يقرب من 0,4 كم (0,25 ميل) مع خسارة ارتفاعات قليلة نسبيًا، قبل قطرة نهائية من 30 م (98 قدم) أسفل تالوس رابيدز، بالقرب من نقطة المشاهدة الشهيرة المعروفة باسم ميرادور لاييم. بعد ذلك يتدفق ريو جاجا مع خسارة قليلة للغاية، ولا شيء يقترب من شلال أو حتى يتدفق قبل أن يصب في ريو تشورون. ومع ذلك، عادة ما يتم إعطاء ارتفاع ميرادور لاييم على بعد 700 متر تقريبًا (2,300 قدمًا)، وهو ما يوحي بأن شلالات آنجيل تبلغ فقط 800 متر في الارتفاع الكلي (تقريبًا من الارتفاع الأول).
ومع ذلك، يُنظر إلى شلالات آنجل على نطاق عالمي تقريبًا على أنها تحتوي على أطول قطرة واحدة غير متقطعة من أي شلال في العالم (ينقسم الارتفاع الكلي لشلالات توجيلا، على الرغم من أنه أطول شلال على وجه الأرض، إلى خمس طبقات أصغر، وأطول طبقاتها الفردية. تبلغ 411 م (1,348 قدمًا)). غير أن هذا القياس يدعو إلى بعض الجدل، حيث تشير بعض المصادر النباتية إلى ارتفاع أطول شلال انجل فولز على ارتفاع 738 م (2,421 قدمًا)، بدلاً من 807 م (2648 قدمًا).

## الوصول

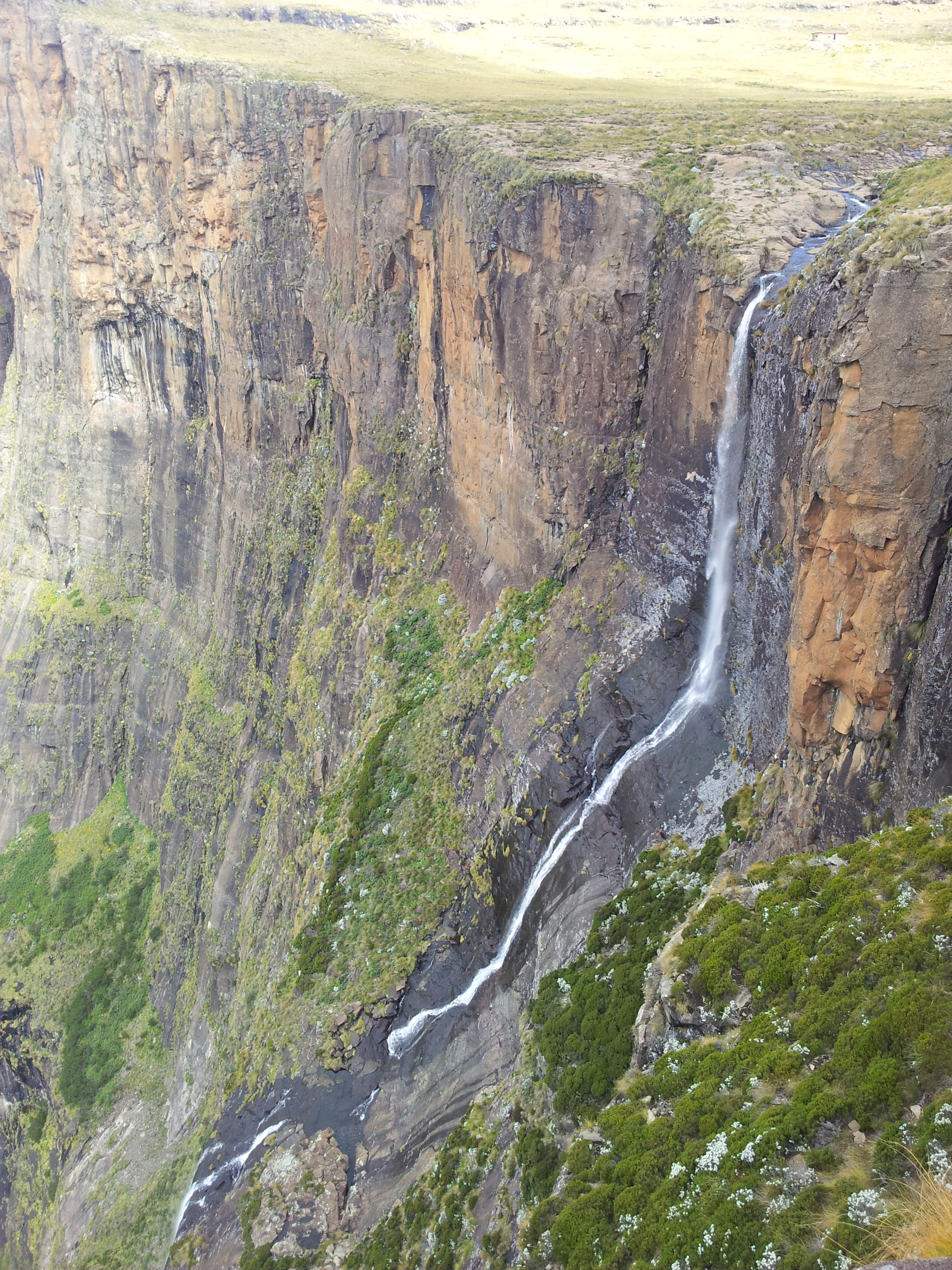
شلالات تيوجلا

في الوقت المناسب من السنة، يمكن رؤية الشلالات بسهولة من الطريق الرئيسي إلى المتنزه، خاصة بعد سقوط الأمطار الغزيرة. هناك موقع المخيم غير المطورة وكوخ الجبل مباشرة فوق الشلالات.
هناك مساران لشلالات توجيلا. الطريق الأكثر إثارة هو قمة مونت-أوكس-سورسس، التي تبدأ في موقف «الحارس» للسياره (عبر الحارس على الطريق السريع آر57، على بعد ساعتين تقريبًا بالسيارة من حديقة رويال ناتال الوطنية عبر آر74، على بعد 90 دقيقة من هاريسميث عبر آر712، أو 80 دقيقة من حديقة جولدن جيت هايلاندز الوطنية). من هنا، يمكن الوصول إلى قمة المدرج بسهولة نسبياً، ومع ذلك تستغرق الرحلة حوالي 4.5 إلى 8 ساعات اعتماداً على مستوى اللياقة البدنية. الوصول إلى القمة عبر سلالم سلسلة. هذا هو مسار المشي اليوم الوحيد الذي يؤدي إلى الجزء العلوي من جرف دراكنزبرج. درب آخر إلى سفح شلالات توجيلا يبدأ في حديقة رويال ناتال الوطنية. من السهل 7 كم (4.3 ميل) التدرج حتى رياح توجيلا الخانق من خلال الغابات الأصلية. الجزء الأخير من الارتفاع إلى شلالات توجيلا هو صخرة هوب. يؤدي سلم سلسلة صغيرة على امتداد نهائي لرؤية سقوط يسرع أسفل المدرج في سلسلة من خمس مجموعات.

## انظر هنا
- دراكينسبرغ.
- جغرافيا جنوب افريقيا.